# Memories (10cc)
Memories is een single van 10cc. Het is afkomstig van hun album Ten out of 10. De single is waarschijnlijk alleen in Nederland uitgegeven, maar haalde niet de hitparades.
Het lied, geschreven door Eric Stewart en Graham Gouldman, gaat over het verlies van onschuld. Deze was ruim aanwezig in de kindertijd, maar is daarna verloren gegaan.
B-kant was Overdraft in Overdrive, dat ook op het album stond.

## Musici
- Eric Stewart – zang, elektrische piano, synthesizer, piano, achtergrondzang, gitaar, percussie
- Graham Gouldman – basgitaar, contrabas, achtergrondzang, slaggitaar
- Paul Burgess – slagwerk

Graham Gouldman · Eric Stewart · Kevin Godley · Lol Creme

Paul Burgess · Rick Fenn · Stuart Tosh · Duncan Mackay · Tony O'Malley